# Narcinops lasti
Narcinops lasti is een vissensoort uit de familie van de schijfroggen (Narcinidae). De wetenschappelijke naam van de soort is voor het eerst geldig gepubliceerd in 2002 door Carvalho & Séret.